# Il pittor parigino
Il pittor parigino, intermezzo a cinque voci con musica di Domenico Cimarosa, fu la prima delle tre opere in musica presentate al teatro Valle di Roma per la stagione di Carnevale del 1781. Il cartellone completo di quella stagione comprendeva, oltre al lavoro di Cimarosa, altri due Intermezzi in musica a cinque voci: I matrimoni per sorpresa (libretto di autore non identificato, musica di Giuseppe Curci) e Gl'inganni scambievoli sempre su libretto di autore a oggi sconosciuto e su musiche di Giuseppe Giordani. La stagione veniva poi completata da una serie di commedie in prosa realizzate da una compagnia di attori e alla cui direzione provvedeva Angelo Gabrielli (impresario del Valle delegato alle gestione delle produzioni in prosa). Le opere in musica invece erano dirette da Giuseppe De Sanctis, impresario del Valle a cui, appunto, era delegata la realizzazione del cartellone operistico.
Nel libretto de Il pittor parigino stampato in occasione del debutto dell'opera il nome del librettista non viene accreditato e l'unica attestazione di paternità ci è pervenuta da un libretto stampato in occasione di una ripresa dell'opera presso il teatro Nuovo di Napoli nel 1784; in questo esemplare del libretto fu stampata la seguente attestazione: «La poesia è del Sig. Abate Petrosellini romano [...]».

## Cast della prima rappresentazione
| Personaggio           | Registro vocale           | Nome dell'interprete |
| --------------------- | ------------------------- | -------------------- |
| Eurilla               | soprano castrato travesti | Andrea Martini       |
| Monsieur de Crotignac | tenore                    | Bartolomeo Schiroli  |
| Cintia                | soprano castrato travesti | Giuseppe Censi       |
| Baron Cricca          | basso                     | Francesco Benucci    |
| Broccardo             | tenore                    | Vincenzo Maffoli     |

## Trama
Monsieur de Crotignac, pittore francese innamorato di Eurilla - ricca ragazza appassionata di poesia - è un giovane di nobile estrazione che ora si guadagna da vivere tramite le sue opere di pittura. il barone Cricca, un nobile in là con l'età con un temperamento collerico e assai geloso, è il fidanzato di Eurilla e ha commissionato al giovane pittore un ritratto della ragazza. Mentre Eurilla si diletta a scrivere un suo componimento drammatico, il suo segretario Broccardo le legge il testamento lasciato dal padre. Nel documento è promessa una ricca eredità alla giovane fanciulla che diventerà effettiva proprietà della ragazza solo dopo il suo matrimonio col barone Cricca. Il testamento contiene poi un'altra insidiosa postilla: in caso in cui Eurilla decidesse di sposare un altro uomo, l'eredità passerà immediatamente alla di lei cugina Cintia. La ragazza, a questo punto, è lacerata tra il suo amore per Crotignac e il miraggio della ricca eredità. Intanto proprio la cugina Cintia (che fu, a suo tempo, amante respinta del baron Cricca e che ancora lo ama) giunge da Marsiglia travestita da cantante d'opera  e tenta di screditare Cricca agli occhi di Eurilla per costringerla a rompere il fidanzamento. I successivi vari intrecci della trama si fanno via via più complicati quando le attenzioni di Crotignac nei confronti di Cintia scatenano le gelosie di Eurilla. Alla fine, Eurilla sceglie l'amore al posto dell'eredità e decide di sposare l'amato pittore; Cricca, a questo punto, può sposare Cintia diventata proprietaria della ricca eredità.

## Orchestra
- 2 oboi
- 2 clarinetti
- fagotto
- 2 corni
- mandolino
- archi

Pittor Parigino autografo

## Citazioni[2]
«Il pittor parigino è un intermezzo in musica di Domenico Cimarosa basato su libretto di Giuseppe Petrosellini.
Ebbe la sua prima al Teatro Valle di Roma il 2 gennaio 1781 e successivamente fu ripresa più volte, anche in forma revisionata. Fu rappresentata, tra l'altro, nel 1782 a Milano, nell'ambito della stagione del Teatro alla Scala, nel 1793 a Vienna e il 14 novembre 1794 al Real Theatro de São Carlo di Lisbona, palcoscenico inaugurato l'anno precedente proprio dal Cimarosa con La ballerina amante. Invece, in versione revisionata, fu messo in scena come il dramma giocoso Le brame deluse nel 1787 a Firenze con l'aggiunta di alcune arie di Francesco Cipolla e nel 1784 al Teatro Nuovo di Napoli come la commedia per musica Il barone burlato.
L'opera inizia con una sinfonia briosa e vivace. Nel primo atto spiccano in particolare l'aria comica e spiritosa Lei comandi, Signorina del Barone, il recitativo accompagnato più aria Si fingeva ch'io fossi di Cintia, tenera, gentile e ricca di gorgheggi e il quintetto finale, che presenta sempre un tono brioso. Mentre nel secondo atto suscitano particolar interesse l'aria di Eurilla Dove sei, bell'idol mio?, assai graziosa, e il finale.»
Oltre La ballerina amante opere come Il pittor parigino, I due baroni di rocca Azzurra, Il convito, Il credulo, Il fanatico burlato per citarne alcune non molto lunghe meriterebbero di essere sempre prese in considerazione e ripresentate sui palcoscenici antichi e moderni nella forma originale integralmente